# L'Ange du péché
Ne doit pas être confondu avec Les Anges du péché (homonymie).
Pour plus de détails, voir Fiche technique et Distribution.
L'Ange du péché (I grandi peccatori ou L'eterna catena) est un film italien, sorti en 1952.

## Fiche technique
- Titre original : I grandi peccatori / L'eterna catena
- Titre français : L'Ange du péché
- Réalisation : Anton Giulio Majano
- Scénario : Anton Giulio Majano et Mario Brancacci
- Photographie : Bitto Albertini
- Montage : Otello Colangeli
- Musique : Tarcisio Fusco (en)
- Pays d'origine : Italie
- Format : Noir et blanc - 1,37:1 - Mono
- Genre : drame
- Date de sortie : 1952

## Distribution
- Marcello Mastroianni : Walter Ronchi
- Gianna Maria Canale : Maria Raneri
- Marco Vicario : Sandro Ronchi
- Leda Gloria : Donna Teresa
- Umberto Spadaro : Maréchal de la légion étrangère
- Carlo Croccolo : Peppino
- Nietta Zocchi : la propriétaire de l'Alhambra
- Corrado Mantoni : lui-même
- Nino Vingelli : Amedeo (non crédité)